# Shia LaBeouf
Shia Saide LaBeouf (; Los Angeles, 11 giugno 1986) è un attore statunitense.
Ha interpretato Louis Stevens nella serie di Disney Channel, Even Stevens, un ruolo per il quale ha ricevuto un Young Artist Award nel 2001 e ha vinto un premio Daytime Emmy nel 2003. Ha fatto il suo debutto cinematografico nel film The Christmas Path del 1998. Nel 2004 ha debuttato alla regia con il cortometraggio Let's Love Hate e in seguito ha diretto un cortometraggio intitolato Maniac nel 2011, con i rapper americani Cage e Kid Cudi. Dal 2014 LaBeouf ha portato avanti una serie di progetti di performance artistiche pubbliche con due suoi amici, Rönkkö e Turner.
Nel 2007 LaBeouf ha recitato in film di successo commerciale come Disturbia, Surf's Up e Transformers. Quest'ultimo è stato un successo al botteghino, diventando uno dei film di maggior incasso del 2007, e LaBeouf è apparso successivamente nei suoi sequel Transformers - La vendetta del caduto del 2009 e Transformers 3 del 2011. Nel 2008 ha interpretato Henry "Mutt Williams" Jones III in Indiana Jones e il regno del teschio di cristallo, mentre successivamente ha recitato in varie pellicole di successo, quali Holes (2003), Wall Street: Money Never Sleeps (2010), Lawless (2012), The Company You Keep (2012), Nymphomaniac (2013), Fury (2014), American Honey (2016), Borg vs McEnroe (2017), Honey Boy (2019), The Peanut Butter Falcon (2019) e Pieces of a Woman (2020).

## Biografia
LaBeouf nasce a Los Angeles, in California, nel 1986, figlio unico di Jeffrey LaBeouf, un ex clown professionista d'origini cajun, veterano della guerra del Vietnam, e di Shayna Saide, un'artista visiva e disegnatrice di gioielli, oltreché ex ballerina, d'origine ebraica ashkenazita. Dopo aver conseguito il diploma nel 2003, frequenta la prestigiosa Hamilton Academy of Music di Los Angeles, incominciando la sua carriera cinematografica e televisiva. LaBeouf ha descritto i genitori come due "hippie", e la sua infanzia del tutto riconducibile allo stile di vita hippie. Ha definito i suoi genitori «gente molto strana, ma mi volevano bene e io ne volevo a loro». Durante la sua infanzia era solito accompagnare il padre alle riunioni degli Alcolisti Anonimi.
LaBeouf ha dichiarato di aver subito spesso abusi verbali e psicologici dal padre, che una volta arrivò a puntargli una pistola alla testa durante uno dei tanti raptus indotti dai traumatici ricordi della guerra. LaBeouf ha aggiunto che il padre era dipendente da eroina durante la sua infanzia, e che sua madre cercava di "tenere in piedi la baracca". I suoi genitori divorziarono, principalmente a causa delle gravi difficoltà economiche cui erano soggetti, e di conseguenza andò ad abitare con la madre ad Echo Park, un quartiere di Los Angeles, abitato quasi esclusivamente da immigrati messicani.

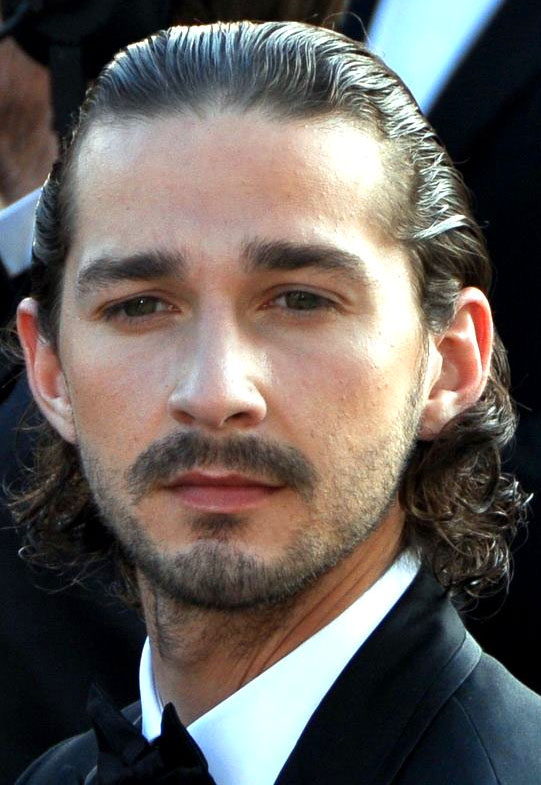
Shia LaBeouf a Cannes nel 2012.

Dopo essersi diplomato interpreta il ruolo di Max Petroni nel film Charlie's Angels - Più che mai. Tra il 2000 e il 2003 partecipa nel ruolo del protagonista Louis alla serie Disney Even Stevens. Nel 2004 interpreta un ruolo secondario in Io, Robot e nel 2005 affianca Keanu Reeves nel film Constantine. Nel 2006 prende parte a tre film: lo sportivo Il più bel gioco della mia vita, il politico Bobby e il drammatico Guida per riconoscere i tuoi santi, che segnano la svolta nella sua carriera. Infatti il regista Steven Spielberg lo ingaggia come protagonista del thriller Disturbia (2007).
Da questo momento la carriera di LaBeouf è distinta da continui successi, fino a essere considerato uno dei giovani attori più potenti di Hollywood. Durante lo stesso anno gli è stato affidato il ruolo di protagonista nel film di fantascienza Transformers, con accanto l'attrice Megan Fox, con cui ha una relazione sul set. È stato confermato per l'intera trilogia, grazie alla quale diventa uno dei volti più noti di Hollywood. Il 9 settembre 2007 annuncia agli MTV Movie Awards 2007 che il nuovo film di Indiana Jones si sarebbe intitolato Indiana Jones e il regno del teschio di cristallo. Il film, uscito nelle sale il 22 maggio 2008 in contemporanea mondiale, vede l'attore Harrison Ford interpretare il famoso archeologo, con l'aggiunta come spalla del figlio Henry "Mutt" Jones III, interpretato da LaBeouf. La creazione del personaggio si deve al produttore esecutivo George Lucas, mentre la scelta di LaBeouf ancora a Steven Spielberg.
Nel 2010 partecipa a Wall Street - Il denaro non dorme mai (Wall Street: Money Never Sleeps) diretto da Oliver Stone e interpretato da Michael Douglas, sequel del film Wall Street del 1987. Nel 2011 gira il nuovo thriller diretto da Robert Redford, La regola del silenzio - The Company You Keep, uscito a fine 2012, insieme con un cast che comprende oltre allo stesso Redford anche Nick Nolte, Susan Sarandon, Anna Kendrick, Sam Elliott e molti altri. Nel giugno 2012, viene pubblicato un video musicale dei Sigur Rós, dove prende parte come protagonista danzando nudo con la modella Denna Thomsen. Nel 2013 è uno dei protagonisti di Nymphomaniac, film del regista Lars von Trier. Nel 2014 partecipa al film Fury, di David Ayer con cui divide il set con Brad Pitt. Nel gennaio 2015 appare nel videoclip del singolo Elastic Heart di Sia, nel quale balla con la giovane ballerina Maddie Ziegler, causando varie critiche per la troppa differenza di età tra i due.

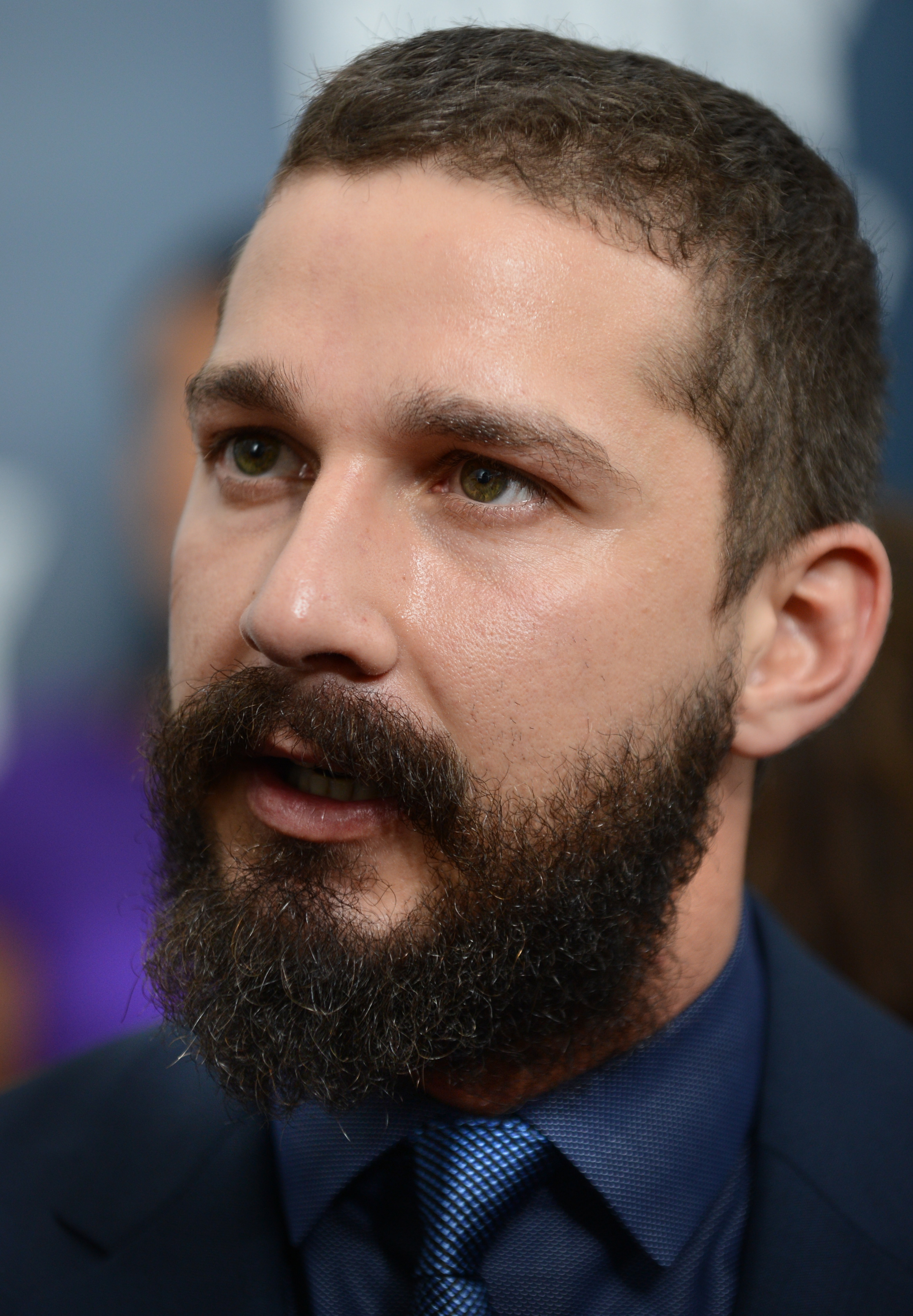
Shia Labeouf nel 2014

Nel novembre 2015 ha dato vita a un esperimento cinematografico estremo: la visione ininterrotta, per un totale di 3 giorni, dei suoi film in ordine cronologico inverso. La maratona è stata proiettata all'Angelica Film Center di New York: il pubblico può assistere agli spettacoli gratuitamente mentre la postazione dell'attore viene ripresa 24 ore su 24. Pubblicizzata con l'hastag #allmymovies e trasmessa in streaming da newhive.com. Nel dicembre 2015 dà vita a un nuovo esperimento pubblicizzato con l'hastag #TOUCHMYSOUL. Esso consiste in una sorta di call-center all'interno di una galleria d'arte britannica, a Liverpool, in cui chiunque può chiamare un numero prestabilito (+44/0-151-808-0771) per "toccare l'anima di LaBeouf”. È durato 4 giorni consecutivi, dalle 11 del mattino alle ore 18:00 del pomeriggio.
Dopo questo esperimento nel febbraio 2016 l'attore, accompagnato dai suoi collaboratori, ha deciso di passare 24 ore in un ascensore dell'Università di Oxford, in Inghilterra; dando a chi vuole l'opportunità di andare in ascensore e mettersi a parlare con loro. Pubblicizzata con l'hastag #ELEVATE e trasmessa in diretta streaming su YouTube. Il 20 gennaio 2017, giorno dell'insediamento del 45º Presidente degli Stati Uniti, Donald Trump, ha organizzato una performance live di protesta dal titolo "He will not divide us" (lui non ci dividerà) contro il nuovo Presidente USA. L’iniziativa consisteva nel manifestare il dissenso ripetendo quante volte lo si desidera la frase “He will not divide us” davanti a una telecamera montata su un muro all’esterno del Museum of the Moving Image, a New York. Uno dei primi a partecipare è stato Jaden Smith, collega e amico di Labeouf. È possibile seguire il livestreaming su hewillnotdivide.us. L'evento è stato boicottato numerose volte da diverse persone, in particolare da troll del sito 4chan. Essi si recavano nei luoghi della manifestazione per disturbarla, costringendo gli autori a spostare le sedi dell'evento, inutilmente. Dopo diversi fallimenti, il trio artistico decise di rimpiazzare il tutto con una semplice ripresa di una bandiera bianca recante la frase “He will not divide us”, svolazzante in cielo. Tuttavia gli utenti di 4chan, tramite geolocalizzazione avanzata e lettura della direzione di vento, aerei nel cielo e persino costellazioni, trovarono comunque la bandiera e la sostituirono con una rossa recante la scritta "Make America Great Again". L'evento venne infine cancellato nel 2021.
Nel 2017, ha interpretato il tennista John McEnroe nel film drammatico svedese Borg McEnroe. Nel 2019 ha recitato nel film drammatico The Peanut Butter Falcon, presentato in anteprima a marzo ed uscito ad agosto. Nello stesso anno ha scritto Honey Boy, film in cui ha interpretato un personaggio basato su suo padre; ha scritto la sceneggiatura mentre era in un centro di riabilitazione. Sia The Peanut Butter Falcon che Honey Boy hanno ottenuto il plauso della critica. L'anno successivo ha recitato in The Tax Collector, diretto da David Ayer. Nel settembre 2020 ha partecipato a una lettura virtuale del film drammatico Fuori di testa. LaBeouf ha anche recitato nel film drammatico di Netflix Pieces of a Woman con Vanessa Kirby, diretto da Kornél Mundruczó. Originariamente era stato assegnato come protagonista del film thriller psicologico Don't Worry Darling, diretto da Olivia Wilde, ma ha dovuto lasciare il lavoro a causa di ciò che era stato originariamente segnalato come "conflitti di programmazione"; un comunicato successivo ha corretto che era stato effettivamente licenziato da Wilde a causa del cattivo comportamento e degli scontri con il cast e la troupe.

## Vita pubblica

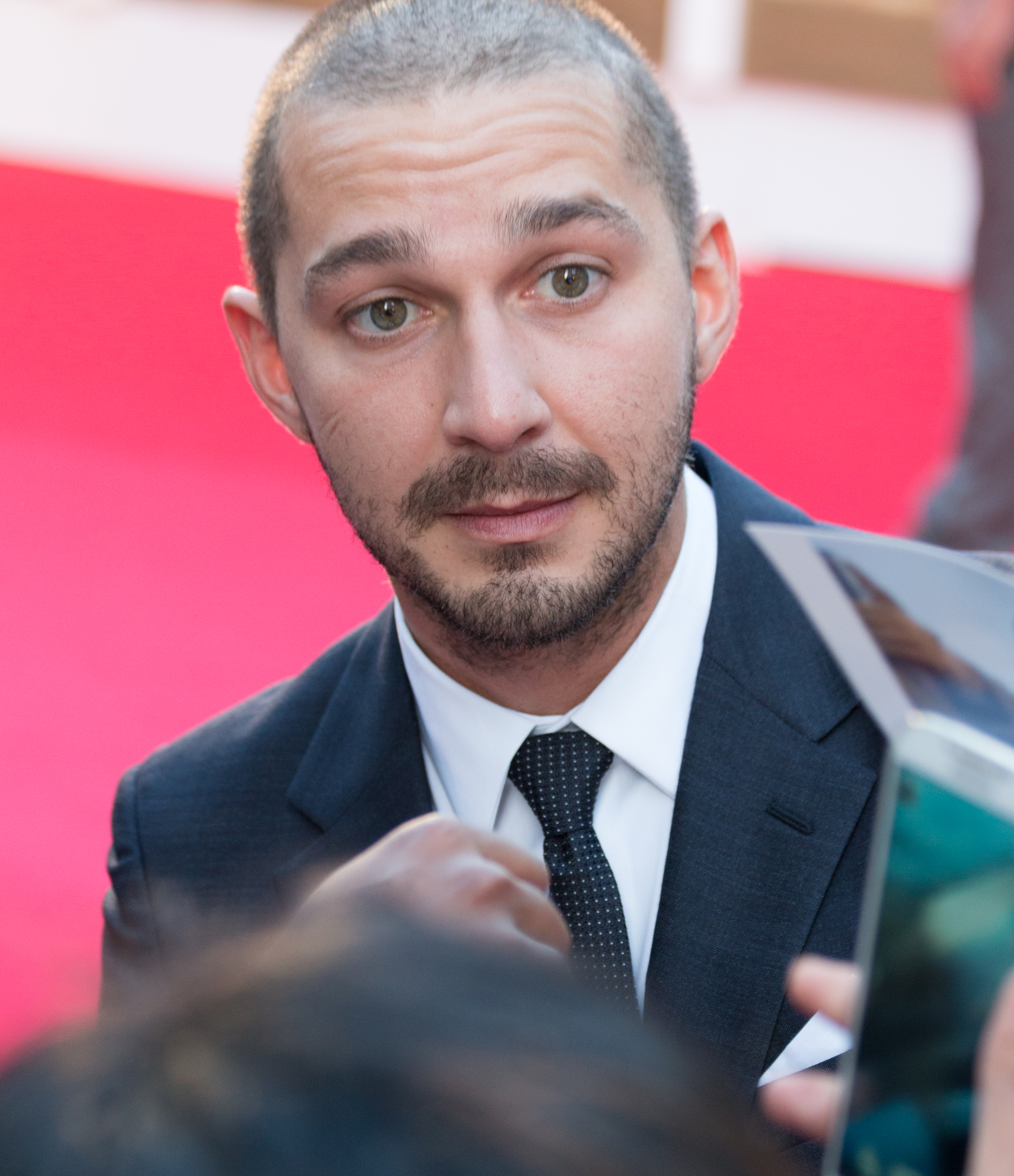
Shia LaBeouf alla première di Man Down.

LaBeouf ha contribuito con un saggio al libro I Am Jewish, di Judea Pearl, in cui ha affermato di avere una «relazione personale con Dio». Si è descritto come ebreo, ma nel 2007 ha dichiarato che la religione «non aveva mai avuto senso» per lui. Tuttavia, in un'intervista alla rivista Interview nell'ottobre 2014, disse di essere diventato «un uomo cristiano».
Ha avuto una relazione con l'attrice Carey Mulligan dall'agosto 2009 all'ottobre 2010. In seguito è stato fidanzato con la stilista Karolyne Pho. Nell'ottobre 2018 si è legato alla cantante FKA Twigs.
Ha incontrato la sua co-protagonista e poi fidanzata, l'attrice inglese Mia Goth, durante le riprese di Nymphomaniac nel 2012. Il 10 ottobre 2016 LaBeouf e Goth si sono sposati in una cerimonia di Las Vegas officiata da un imitatore di Elvis Presley. Lo stesso mese LaBeouf confermò le loro nozze al The Ellen DeGeneres Show. Nel settembre 2018 è stato annunciato che la coppia si era separata e aveva chiesto il divorzio. Nel marzo 2020 i due ritornano insieme. Nel marzo 2022 nasce la prima figlia della coppia.
Nel 2022, dopo aver recitato il ruolo di Padre Pio e aver assistito alla Messa tridentina, ha annunciato la sua conversione al Cattolicesimo: è stato ufficialmente accolto nella Chiesa cattolica il 31 dicembre 2023.

### Questioni legali
Nel novembre del 2007 LaBeouf è stato arrestato a Chicago per aver rifiutato di lasciare un Walgreens (grossi empori diffusi negli Stati Uniti aperti 24 ore su 24). Secondo The Chicago Tribune l'attore è stato rilasciato dopo il pagamento di una cauzione.
Nel febbraio del 2011 è coinvolto in una rissa scoppiata all'interno della Mad Bull's Tavern di Sherman Oaks, sedata dall'intervento della polizia. Non vi è stato arresto perché nessuno dei due contendenti ha sporto denuncia. Nell'ottobre 2011, in trasferta in Canada per le riprese di The Company You Keep, viene nuovamente coinvolto in una rissa a Vancouver, scoppiata per la reazione dell'attore all'accusa di essere la causa della scarsa riuscita del film Transformers - La vendetta del caduto.
Nel giugno 2014 l'attore venne arrestato durante una replica di Cabaret allo Studio 54 di Broadway. Durante il primo atto l'attore infastidì gli spettatori in sala fumando una sigaretta. Fu portato via in manette dal teatro e accusato di oltraggio a pubblico ufficiale. L'attore fu rilasciato su cauzione. Alcuni testimoni dichiararono di averlo visto, prima dello spettacolo, mentre correva con la maglietta strappata dietro a un senzatetto.
Nell'ottobre del 2015 venne arrestato ad Austin, in Texas, per “condotta molesta”. Secondo il portale giornalistico TMZ, LaBeouf, chiaramente ubriaco, avrebbe cercato di attraversare maldestramente la strada mentre il semaforo era rosso per i pedoni, correndo e gridando frasi sconnesse a un gruppo di agenti della polizia che erano in zona e che non hanno potuto fare altro che fermarlo. TMZ ha diffuso un video in cui si vedono i poliziotti ammanettare l'attore e farlo accomodare sul retro di una volante. I testimoni riferiscono che LaBeouf si comportava in maniera “bizzarra”, ignorando le parole dei poliziotti. L'attore sarebbe stato portato nel carcere della contea, per essere poi rilasciato.
Il 25 gennaio 2017, durante una protesta anti Trump, viene arrestato dalla polizia di New York per delle presunte violenze da lui commesse ai danni di alcuni passanti.
L'8 luglio 2017, alle prime luci del mattino, a Savannah, l'attore è stato fermato e accusato di ostruzione, comportamento molesto e stato di ebbrezza in luogo pubblico. L'attore ha pagato la cauzione, fissata a settemila dollari, ed è stato rilasciato.
A dicembre 2020 viene accusato dalla sua ex fidanzata FKA Twigs di molestie e percosse.

## Filmografia

### Attore

#### Cinema
- The Christmas Path, regia di Bernard Salzmann (1998)
- Monkey Business, regia di Michael Radford (1998)
- Holes - Buchi nel deserto (Holes), regia di Andrew Davis (2003)
- Scemo & più scemo - Iniziò così... (Dumb & Dumberer: When Harry Met Lloyd), regia di Troy Miller (2003)
- Charlie's Angels - Più che mai (Charlie's Angels: Full Throttle), regia di McG (2003)
- La battaglia di Shaker Heights (The Battle of Shaker Heights), regia di Efram Potelle e Kyle Rankin (2003)
- Io, robot (I, Robot), regia di Alex Proyas (2004)
- Constantine, regia di Francis Lawrence (2005)
- Il più bel gioco della mia vita (The Greatest Game Ever Played), regia di Bill Paxton (2006)
- Guida per riconoscere i tuoi santi (A Guide to Recognizing Your Saints), regia di Dito Montiel (2006)
- Bobby, regia di Emilio Estevez (2007)
- Disturbia, regia di D. J. Caruso (2007)
- Transformers, regia di Michael Bay (2007)
- Indiana Jones e il regno del teschio di cristallo (Indiana Jones and the Kingdom of the Crystal Skull), regia di Steven Spielberg (2008)
- Eagle Eye, regia di D. J. Caruso (2008)
- New York, I Love You, registi vari - segmento di Shekhar Kapur (2009)
- Transformers - La vendetta del caduto (Transformers 2: Revenge of the Fallen), regia di Michael Bay (2009)
- Wall Street - Il denaro non dorme mai (Wall Street: Money Never Sleeps), regia di Oliver Stone (2010)
- Transformers 3 (Transformers 3: Dark of the Moon), regia di Michael Bay (2011)
- Maniac, regia di Shia LaBeouf - cortometraggio (2011)
- Lawless, regia di John Hillcoat (2012)
- La regola del silenzio - The Company You Keep (The Company You Keep), regia di Robert Redford (2012)
- Charlie Countryman deve morire (Charlie Countryman), regia di Fredrik Bond (2013)
- Nymphomaniac, regia di Lars von Trier (2013)
- Fury, regia di David Ayer (2014)
- Man Down, regia di Dito Montiel (2015)
- American Honey, regia di Andrea Arnold (2016)
- Borg McEnroe, regia di Janus Metz Pedersen (2017)
- Honey Boy, regia di Alma Har'el (2019)
- In viaggio verso un sogno - The Peanut Butter Falcon (The Peanut Butter Falcon), regia di Tyler Nilson e Michael Schwartz (2019)
- The Tax Collector - Sangue chiama sangue (The Tax Collector), regia di David Ayer (2020)
- Pieces of a Woman, regia di Kornél Mundruczó (2020)
- Padre Pio, regia di Abel Ferrara (2022)
- Megalopolis, regia di Francis Ford Coppola (2024)

#### Televisione
- Colazione con Einstein (Breakfast with Einstein), regia di Craig Shapiro - film TV (1998)
- Caroline in the City - serie TV, episodio 4x10 (1998)
- Jesse - serie TV, episodio 1x20 (1999)
- Susan (Suddenly Susan) - serie TV, episodio 3x23 (1999)
- Il tocco di un angelo (Touched by an Angel) - serie TV, episodio 6x06 (1999)
- X-Files (The X-Files) - serie TV, episodio 7x06 (1999)
- Freaks and Geeks - serie TV, episodio 1x09 (2000)
- E.R. - Medici in prima linea (ER) - serie TV, episodio 6x12 (2000)
- Even Stevens - serie TV, 66 episodi (2000-2003)
- Attenti al volpino (Hounded), regia di Neal Israel - film TV (2001)
- The Nightmare Room - serie TV, episodio 1x02 (2001)
- Tru Confessions - A proposito di Eddie, regia di Paul Hoen - film TV (2002)
- Una famiglia allo sbaraglio (The Even Stevens Movie), regia di Sean McNamara - film TV (2003)

### Doppiatore

#### Cinema
- Nausicaä della Valle del vento (風の谷のナウシカ Kaze no tani no Naushika), regia di Hayao Miyazaki (1984) - doppiaggio americano del 2005
- Surf's Up - I re delle onde (Surf's Up), regia di Ash Brannon e Chris Buck (2007)

#### Televisione
- La famiglia Proud (The Proud Family) - serie animata, episodio 1x16 (2002)

### Regista e sceneggiatore

#### Cortometraggi
- Let's Love Hate (2004)
- Born Villain (2011)
- Maniac (2011)
- Howard Cantour.com (2012)

### Sceneggiatore
- Honey Boy, regia di Alma Har'el (2019)

### Produttore
- The Smallest River in Almirante, regia di Joshua Rofé - cortometraggio (2008)
- Born Villain - cortometraggio (2011)
- LoveTrue, regia di Alma Har'el - documentario (2016)

## Video musicali

### Attore
- Fjögur píanó - Sigur Rós (2012)
- Elastic Heart - Sia (2015)
- Love me like you hate me - Rainsford (2020)

### Regista
- I Never Knew You - Cage (2009)
- Marijuana - Kid Cudi (2010)
- Born Villain - Marilyn Manson (2011)

## Doppiatori italiani
Nelle versioni in italiano delle opere in cui ha recitato, Shia LaBeouf è stato doppiato da:
- Davide Perino in Holes - Buchi nel deserto, La battaglia di Shaker Heights, Il più bel gioco della mia vita, Guida per riconoscere i tuoi santi, Disturbia, Transformers, Transformers - La vendetta del caduto, Transformers 3, La regola del silenzio - The Company You Keep, Charlie Countryman deve morire, Nymphomaniac, Fury, Borg McEnroe, In viaggio verso un sogno - The Peanut Butter Falcon, Pieces of a Woman
- Andrea Mete in Bobby, Indiana Jones e il regno del teschio di cristallo, Eagle Eye, Lawless, Padre Pio
- David Chevalier in Constantine, Megalopolis
- Paola Majano in E.R. - Medici in prima linea
- Alessio De Filippis in Even Stevens
- Daniele Raffaeli in Attenti al volpino
- Alessio Puccio in Charlie's Angels - Più che mai
- Giorgio Milana in Una famiglia allo sbaraglio
- Nanni Baldini in Io, robot
- Daniele Giuliani in Wall Street - Il denaro non dorme mai
- Emiliano Coltorti in Honey Boy
- Riccardo Scarafoni in The Tax Collector - Sangue chiama sangue

Da doppiatore è sostituito da:
- Flavio Aquilone in Surf's Up - I re delle onde